# Urbanització Mirador
L'Urbanització Mirador és una obra racionalista de Salou (Tarragonès) inclosa a l'Inventari del Patrimoni Arquitectònic de Catalunya, obra dels arquitectes Josep Puig i Torné i Josep Maria Esquius.

## Descripció
La urbanització Mirador reprodueix la morfologia d'una creu amb l'objectiu que totes les parcel·les tinguin una bona relació amb el paisatge. Al centre d'aquesta és on hi ha els serveis comunitaris que finalment no varen construir-se.
Els edificis Vela 1 i Vela 2, els dos primers visibles quan s'entra al complex, són dos edificis entre mitgeres amb forma esglaonada i façana inclinada en un angle de seixanta graus. La resta dels edificis són habitatges unifamiliars aïllats construïts per encàrrec segons quatre models tipològics que els clients podien triar: Diamant, Maragda, Perla i Topazi. Completen el conjunt quatre bungalows adossats.
La urbanització Mirador resulta en un conjunt de gran expressivitat amb certs criteris propis de la teoria de les ciutat jardí, com són l'absència de tanques i camins segregats per a vianants.

## Història
Prop de la dècada de 1970, el desenvolupament turístic a la costa va promoure l'onada “desarrollista” pel que fa a la construcció d'apartaments i habitatges estivals. En aquest cas, es buscaven uns determinats principis de qualitat i atenció al paisatge juntament amb certa consciència i consistència arquitectònica.